# Harlem Skyscraper Classic
La Harlem Skyscraper Classic est une course cycliste américaine disputée le jour de la fête des pères à Harlem, un quartier de New York. Créée en 1973, elle est organisée par l'Unity Sports Productions.

## Présentation
La course est créée à l’initiative de David Walker, agent de police du New York City Police Department, avec pour objectif d'encourager les enfants à faire du vélo. À sa mort en 2008, son fils David C. Walker prend la direction de l'épreuve, assisté de l'ancien cycliste professionnel John Eustice et de sa société Sparta Cycling,. 
En 2013, Charlie Issendorf reprend l'organisation de la course, après la perte de plusieurs sponsors.

## Palmarès depuis 2000

### Élites Hommes
| Année     | Vainqueur          | Deuxième               | Troisième         |
| --------- | ------------------ | ---------------------- | ----------------- |
| 2000      | Jeffrey Hopkins    | Graeme Miller          | Rosevelt Marte    |
| 2001-2002 | ?                  | ?                      | ?                 |
| 2003      | Juan José Haedo    |                        |                   |
| 2004      | ?                  | ?                      | ?                 |
| 2005      | Rosevelt Marte     | Alvaro Tardáguila (en) | Kevin Molloy      |
| 2006      | Gregory Wolf       | John Loehner           | Lisban Quintero   |
| 2007      | Amaury Pérez       | Lisban Quintero        | Adam Myerson      |
| 2008      | Eric Barlevav      | Rahsaan Bahati         | Jake Keough       |
| 2009      | Jermaines Burrowes | Lisban Quintero        | Douglas Repacholi |
| 2010      | Christian Grasmann | Leif Lampater          | Melito Heredia    |
| 2011,     | Leif Lampater      | Bobby Lea              | Aníbal Borrajo    |
| 2012      | Jake Keough        | Emile Abraham          | Luke Keough       |
| 2013      | Marcel Kalz        | Yondi Schmidt (nl)     | Euris Vidal       |
| 2014      | Andreas Graf       | Stalin Quiterio        | Helmut Trettwer   |
| 2015      | Evan Murphy        | Quinten Winkel         | Mike Margarite    |
| 2016      | Marcel Kalz        | Luke Mudgway           | Patrick Jones     |
| 2017      | Thomas Gibbons     | Hamzah Eastman         | Stephen Hall      |
| 2018      | Justin Williams    | Shane Kline            | Scott Law         |
| 2019      | Justin Williams    | Sean McElroy           | César Marte       |
| 2020      | annulé             | annulé                 | annulé            |
| 2021      | Romello Crawford   | Sam Rosenholtz         | David Dawson      |
| 2022      | Alfredo Rodríguez  | Daniel Estevez         | Clever Martínez   |
| 2023      | Jamal John         | Adam Alexander         | Francisco Lara    |
| 2024      | Sebastian Motzkus  | Robin Carpenter        | Andreas Mayr      |
| 2025      | Silias Motzkus     | Dario Rapps            | Jim Brown         |

### Élites Femmes
| Année     | Vainqueur              | Deuxième             | Troisième              |
| --------- | ---------------------- | -------------------- | ---------------------- |
| 2000      | Joanne Kiesanowski     | Tania Duff-Miller    | Elizabeth Varnai       |
| 2001-2004 | ?                      | ?                    | ?                      |
| 2005      | Megan Esmonde          | Rebecca Larson       | Hannah Long            |
| 2006      | Caryl Gale             | Sarah Chubb Sauvayre | Camie Kornely          |
| 2007      | Camie Kornely          | Katherine Lambden    | Sarah Chubb Sauvayre   |
| 2008      | Jamie Nicholson-Leener | Lisa Jellett         | Jacqueline Paull       |
| 2009      | Rachel Herring         | Colleen Hayduk       | Jamie Nicholson-Leener |
| 2010      | Laura Van Gilder       | Laura McCaughey      | Kimberly Edwards       |
| 2011,     | Kristin Lotito         | Kimberly Edwards     | Caryl Gale             |
| 2012      | Laura Van Gilder       | Mandy Marquardt      | Kimberly Edwards       |
| 2013      | Amy Cutler             | Fabienne Gerard      | Sequoia Cooper         |
| 2014      | Kristin Lotito         | Gabriella Durrin     | Emily Underwood        |
| 2015      | Joanne Kiesanowski     | Kendall Ryan         | Emily Underwood        |
| 2016      | Alysha Keith           | Colleen Gulick       | Emily Underwood        |
| 2017      | Laura Van Gilder       | Alysha Keith         | Gray Pratton           |
| 2018      | Samantha Schneider     | Yussely Mendivil     | Caroline Baur (en)     |
| 2019      | Megan Jastrab          | Rebecca Wiasak       | Colleen Gulick         |
| 2020      | annulé                 | annulé               | annulé                 |
| 2021      | Melanie Wong (en)      | Tiffany Thomas       | Colleen Gulick         |
| 2022      | Maggie Coles-Lyster    | Paola Muñoz          | Kendall Ryan           |
| 2023      | Emily Singleton        | Katerina Gregoriou   | Laura Van Gilder       |
| 2024      | Kendall Ryan           | Amber Joseph         | Colleen Glick          |
| 2025      | Kimberly Stoveld       | Claudia Marcks       | Julianna Rutecki       |